# بخش انارک
انارک یکی از بخش‌های شهرستان نائین، در شرق استان اصفهان می‌باشد. وسعت این بخش ۱۸۰۰۰ کیلومتر مربع است و از شمال به استان سمنان، از جنوب به استان یزد و شهرستان اردکان، از شرق به شهرستان خور و بیابانک و از غرب به بخش مرکزی شهرستان نائین منتهی می‌شود.

## تقسیمات کشوری
- بخش انارک
  - دهستان چوپانان

شهر: انارک

## شهر انارک
شهر انارک مرکز بخش انارک است. در مورد تاریخ اولین سنگ بنایش سخنها زیاد به میان آمده. به نقلی تاریخ این شهر به زمان ساسانیان برمی‌گردد که واحه‌ای بر سر راه معدن سرب و نقره نخلک بوده‌است. در زمان ساسانیان نام شهر انارک نارسینه بوده که به مرور زمان نام آن تغییر کرد. تا حدود اواخر دوران قاجاریه انارک به عنوان چهارراه ارتباطی مورد توجه بوده‌است. مسیری که از جنوب کشور آغاز و به ورامین و تهران ختم می‌شد. استانهای غربی کشور برای دسترسی به استانهای شرقی و مخصوصاً خراسان رضوی از این شهر عبور می‌کنند.
تنها سند باقی‌مانده و معتبر راجع به ساخت و سازهای انارک، نامه میرزا تقی خان امیرکبیر مبنی بر پرداخت وجهی برای ساخت قلعه و حصار شهر به منظور تأمین امنیت محل از دستبرد راهزنان خطاب به کدخدایان انارک می‌باشد. اسناد دیگری که از بین رفته‌اند یکی گچبری مسجد حاج محمدرضا بوده که قدمت ۲۵۰ ساله مسجد را نمایانگر بوده و در دهه ۶۰ دست تغافل مرمتگران آن را به نابودی کشانید و دیگری سنگ شناسنامه کاروانسرای رباط (rabat) که در دهه ۷۰ به سرقت رفت. بقایای برج و بارو، در و دروازه، کوچه و پس‌کوچه‌های باریک و پرپیچ و خم این شهر نشان از اندیشه امنیتی- دفاعی در ساخت بافت شهر دارد. این مجموعه شامل کاروانسرا، مسجد جامع، حسینیه و خانه‌های مسکونی است که هریک با بهره‌گیری از معماری سنتی ساخته شده‌اند. کالبد قدیمی انارک، شامل هفت محله‌است که بر اساس وضعیت طبقاتی، موقعیت مکانی و کاربری محلات نامگذاری شده‌است و شامل محلات بیابانک، بیک‌علی، حصار، عرب‌ها، سراب، قافله‌گاه و جوباره می‌گردد.

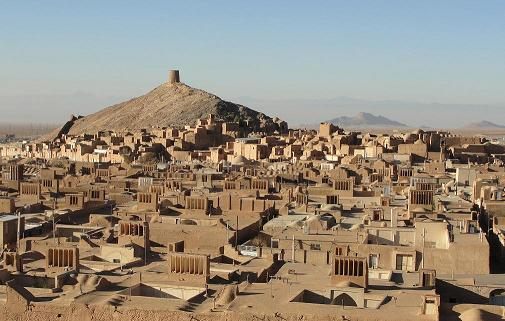
نمایی از شهر انارک

### گویش
گویشی که در انارک به آن صحبت می‌شود از گویش‌های ایران باستان و مربوط به گویشهای ایران مرکزی است.
گویش محلی و پاره ایی کلمات در این شهر نشان از قدمت گویش انارکی داشته و به پیش از اسلام و یورش اعراب بازمی‌گردد و تفاوت آن با گویش مردم نائین تنها در لهجه و آواهاست. شباهت گویش مردمان انارک با لهجه مردم نائین، اردستان و زرتشتی‌ها خود گواه قدمت این سرزمین و آواها و واکه‌های زبانی دارد.
این گویش نیز مانند دیگر گویشهای ایران به دلیل گسترش رسانه‌های پارسی‌زبان، کمتر بر زبان جوانان جاری می‌گردد.
واژه نامه انارکی به قلم اختر سهرابی انارکی نیز جهت آشنایی بیشتر با این گویش قابل استفاده می باشد.

### جاذبه‌های گردشگری
با توجه به وسعت بخش انارک و قرار گرفتن کویر ریگ جن و قسمتی از کویر سیاه کوه در این منطقه، مردم محلی اقدام به راه‌اندازی اقامتگاه‌های بوم گردی نموده و میهمانان را با غذاهای محلی پذیرایی می‌نمایند. شتر سواری، تفریح در تپه‌های شنی، برنامه‌های رصدی و اجرای مراسم‌های محلی از جاذبه‌های این منطقه می‌باشد. جاذبه های گردشگری اطراف انارک، عبارت است از اسماعیلان که دارای اقامتگاه بوم گردی نیز می باشد، برج و بارو های موجود در کوه ها، روستای چوپانان، روستای اشین (عشین)، ریگ زار علم، معدن متروکه باقرق، آب انبار، موزه مردم شناسی، دره انجیر و .... می باشد. سوم فروردین ماه هر سال مراسمی در کوه دره انجیر به مناسبت نوروز برگزار می گردد و ساکنین انارک و سایر اشخاص که در این زمان به شهر اجدادی خود سفر نموده اند در این مراسم گرد هم آمده و پس از آن همگی به اسماعیلان رفته و در آنجا نیز جشن نوروزی خود را ادامه می دهند. 

### شغل مردم شهر انارک
اغلب مردمان شهر انارک در اصفهان به کار در معادن مشغول هستند. به دلیل مشکلات بی آبی که در این مناطق کویری شدت پیدا کرده مردم دیگر نمی‌توانند کشاورزی کنند. دامداری انارک که  سنتی است در سال ۶۰ حدود ۱۰۰۰ راس گوسفند داشته و درسال ۷۰ به ۷۰۰ راس گوسفند رسیده‌است. صنعت فرش بافی هم در این شهر از بین رفته و دیگر کسی سراغی از آن نمی گرد.
اما در این شهر معادن بسیاری وجود دارد. از جمله معادنی که در این شهر وجود دارند از مس طالمسی، معدن مسکنی، تلخه، پتیار، کالکافی، خونی، جعفری باقرق، چاه سفید، علم، خالو حیدر، چاه شوره، سبرز، بل عظیم، قبله، چاه خربزه، گود، سیاه کوه و نخلک. این معادن دارای ذخایر سرب، آهن، طلا، مولیبدن، پیریت، نیکل، کبالت، اورانیوم، مس، زاغ، آنتیموان هستند. قدیمی‌ترین معدن در این شهر نخلک است که در ۳۱ کیلومتری شمال شرقی انارک قرار گرفته‌است و قدمت این معدن به دوره ساسانیان و قبل از آن بر می‌گردد و در سال ۱۳۱۰ مورد استخراج قرار گرفت.
محمد علی ابراهیمی انارکی، برای افزایش اطلاعات عمومی انارکی ها و سایرین کتبی منشتر نموده که از جمله آن انارک از دیدگاه تاریخی، جغرافیایی و اجتماعی، فرهنگ کویر، پژوهشی در انساب و مدرسه فرخی انارک می باشد. همچنین نامبرده چند کتاب شعر با تخلص "کویر" نیز منتشر نموده که عبارت است از "ای نارُسینه" و "مجموعه اشعار شعر کویر".

### جمعیت و آب و هوای انارک
با توجه به آمار سرشماری که در سال ۱۳۹۵ دربارهٔ جمعیت شهر انارک صورت گرفته حدود ۱۹۰۳ نفر بوده‌است. آب و هوای این شهر بیابانی خشک بوده و بارندگی آن سالیانه ۱۰۸ میلیمتر است.

### جاذبه‌های شهر انارک
در شهر انارک جاذبه‌های تاریخی عبارتند از برج و باروها و دروازه‌هایی که از آن‌ها بقایایی باقی مانده‌است. علاوه بر این‌ها کوچه و پس کوچه‌هایی در این شهر قرا ر دارد که شامل کاروانسرا، مسجد جامع، حمام، حسینیه و خانه‌های مسکونی نیز وجود دراد. کالبد قدیمی انارک، شامل هفت محله است که بر اساس وضعیت طبقاتی، موقعیت مکانی و کاربری محلات نامگذاری شده‌اند و شامل محلات بیابانک، بیک علی، حصار، عرب‌ها، سراب، قافله گاه و جوباره می‌گردد.
بادگیرهایی در این شهر تاریخی وجود دارد که فضاهای داخلی و خارجی بناها را تزئین کرده‌اند. مسجد قدیمی حاج محمدرضا که قدمت این محراب به سال ۱۱۸۱ هجری قمری بازمی‌گردد. با توجه به مرمت ناآگاهانه ای که در این مسجد سال ۱۳۶۶ صورت گرفته تاریخ محراب آن از بین رفت، کنار مسجد حاج محمدرضا یک حمام عمومی هم وجود دارد که موزه میراث فرهنگی شده‌است. کمی بالاتر با گذر از بخش طبقاتی شهر می‌توان حسینیه قدیمی انارک را هم دید.
در شهر انارک، موزه مردم شناسی انارک وجود دارد که در آن برخی ابزار های قدیمی مورد استفاده در زمان های گذشته (اعم از وسایل نخ ریسی، پنبه زنی، آینه شمعدان های قدیمی، ابزار های مورد استفاده در معادن انارک و ...) وجود دارد و بازدید از آن خالی از لطف نیست، همچنین در این موزه تصاویر اشخاصی که در معادن اطراف انارک مشغول به کار بودند به چشم می خورد، برخی وسایل موجود در موزه نیز اهدایی اشخاص ساکن در انارک به این موزه بوده است.

## جمعیت
براساس سرشماری عمومی نفوس و مسکن در سال ۱۳۹۵، جمعیت بخش انارک برابر با ۳٬۸۲۰ نفر بوده‌است.